# Jagdschloss Veckerhagen
Koordinaten: 51° 29′ 38″ N, 9° 36′ 21″ O
Das Jagdschloss Veckerhagen, auch Habich’s Schloss genannt, ist ein Barockschloss in Veckerhagen, einem Ortsteil der Gemeinde Reinhardshagen im Landkreis Kassel, Hessen. Der Ort liegt im südlichen Weserbergland am westlichen Ufer der Weser.

## Lage
Das in Privatbesitz befindliche Schloss (Burgstraße 1–3) liegt zwischen der Burgstraße/Langen Straße und der Weser, unmittelbar am Weserufer; südlich anschließend stehen die Fabrikanlagen von Habich Farben.

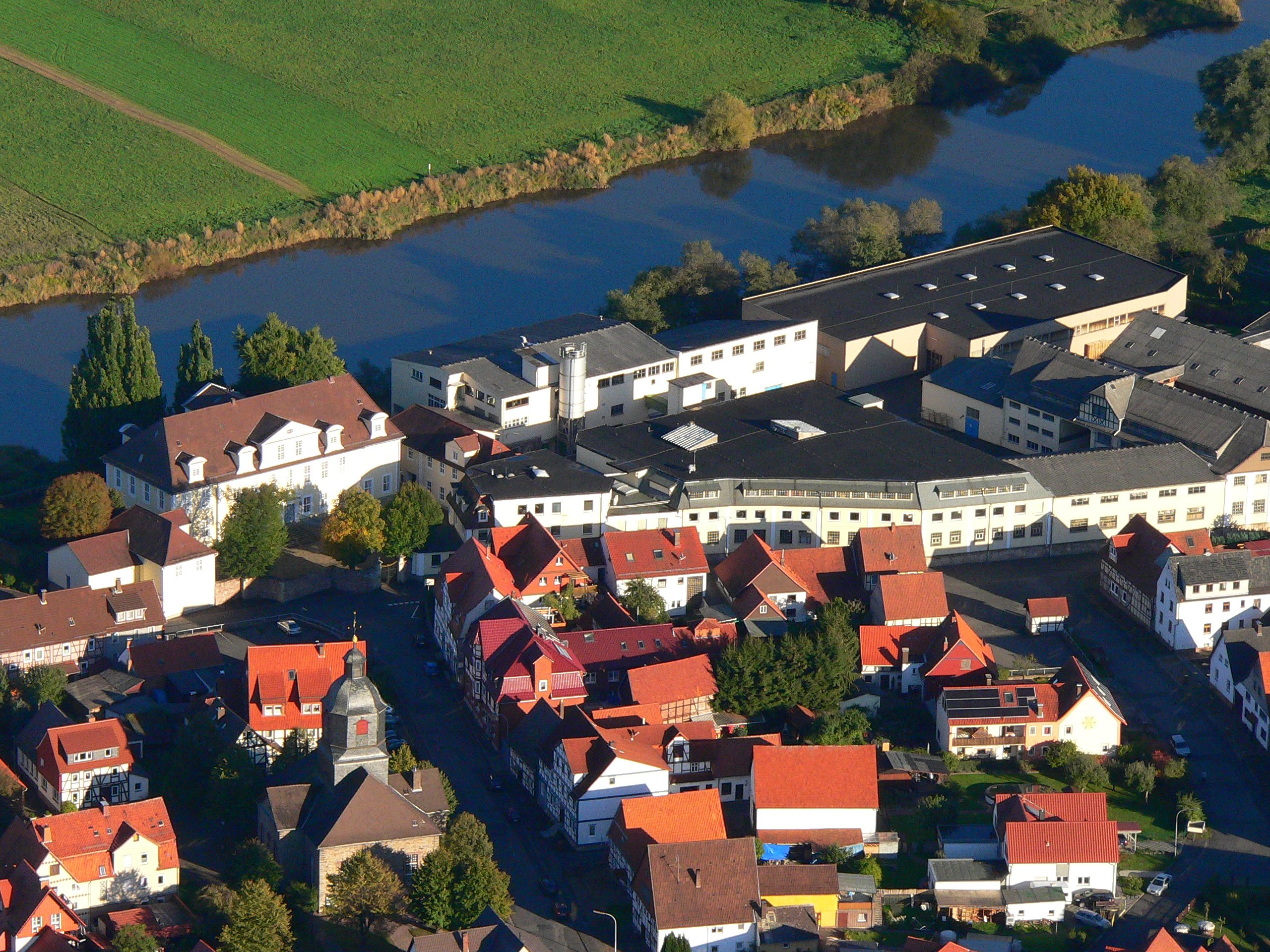
Schloss (oben links) und Farbenfabrik (oben rechts) in Veckerhagen (2011)

## Geschichte

### Die Alte Burg
Landgraf Ludwig I. von Hessen ließ 1430–1431 am Ufer der Weser eine von einem Graben umgebene Burg errichten, die als Sitz landgräflicher Ministerialer bzw. Lehnsmannen und zum Schutz der hessischen Besitzungen an der oberen Weser diente. Mit dem Ende der Hessen-Paderbornischen Fehde im Jahr 1472 war der militärische Zweck der Alten Burg erfüllt. Ihrem Erhalt wurde keine Beachtung mehr geschenkt und sie verfiel allmählich. Brände in den Jahren 1914 und 1967 zerstörten den Restbestand weitgehend, und heute sind nur noch Mauerreste vorhanden.

### Jagdschloss

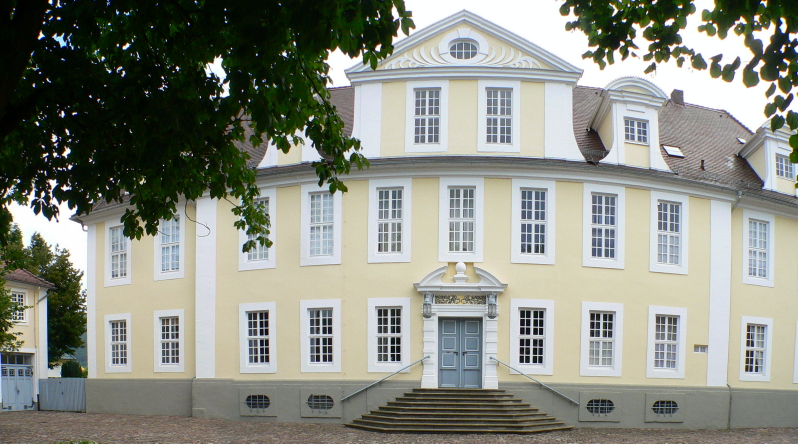
Das Schloss in Veckerhagen

Neben der Alten Burg ließ Landgraf Karl von Hessen-Kassel im Jahre 1689 ein dreiflügeliges, zweigeschossiges (plus Dachgeschoss) Jagdschloss im Stil des italienischen Barock erbauen. Mögliche Architekten waren Paul du Ry oder Johann Konrad Giesler.
Am 2. September 1721 schenkte Landgraf Karl das Schloss und die dazugehörende Domäne seiner Mätresse und Vertrauten Barbara Christine von Bernhold (1690–1756), die nach dem Tode seiner Ehefrau Amalia von Kurland inoffiziell deren Platz eingenommen hatte. Bei der Erweiterung des Schlosses in den Jahren 1723–1730 war der Architekt und spätere Landbaumeister Giovanni Ghezzi beteiligt. Die Gräfin blieb auch nach Karls Tod im Jahre 1730 im Besitz ihrer Liegenschaften, wurde Ratgeberin seines Sohns Wilhelm, und wurde 1742 von Kaiser Karl VII. zur Reichsgräfin erhoben. Nach ihrem Tod im Jahre 1756 fiel der Besitz im Jahre 1770 an Landgraf Friedrich II. von Hessen-Kassel zurück.
Während der ersten Jahre des napoleonischen Königreichs Westphalen, ab 1807, wurde das Schloss von König Jérôme Bonaparte genutzt.

### Farbenfabrik
Im Jahre 1810 wurde es für 2000 Reichstaler an die Fabrikantenfamilie Habich aus Kassel verkauft. Diese verlegte 1823 ihre Farbenfabrik G. E. Habich’s Söhne von Kassel in das Schloss, errichtete auf den Resten der alten Burg Fabrikationsanlagen und stellte dort und im Schloss Chemikalien und Farben her. Ab etwa 1869 betrieben die Habichs im Schloss auch eine exklusive Privatschule, in der ihre Kinder und die des Oberförsters und einiger anderer von einem „seminaristisch gebildeten Lehrer“ unterrichtet wurden.
Ein Teil der von der Farbenfabrik genutzten Alten Burg brannte 1914 nieder und wurde nicht wieder aufgebaut.
Im Zweiten Weltkrieg richteten die Junkers Flugzeug- und Motorenwerke ein Zweigwerk auf dem Firmengelände ein. Nach dem Krieg kam die Farbenfabrik anfangs vor allem mit der Lieferung großer Mengen Oliv für die Fahrzeuge der amerikanischen Truppen wieder auf die Beine. Im Jahre 1967 fielen die noch immer stattlichen Reste der alten Burg einem weiteren Großbrand zum Opfer. Die verbliebenen Grundmauern benutzte man zum Aufbau von Werk- und Lagerhallen. Heute werden von etwa 101 Mitarbeitern Malerfarben, Dispersionsfarben, Rasenmarkierungsfarben und Farbgranulate produziert.
Bis heute ist das Schloss Veckerhagen mitsamt der daneben liegenden Farbenfabrik im Besitz der Familie Habich bzw. deren Nachfahren.